# Spin doctor
Pour les articles homonymes, voir Spin doctor (homonymie).

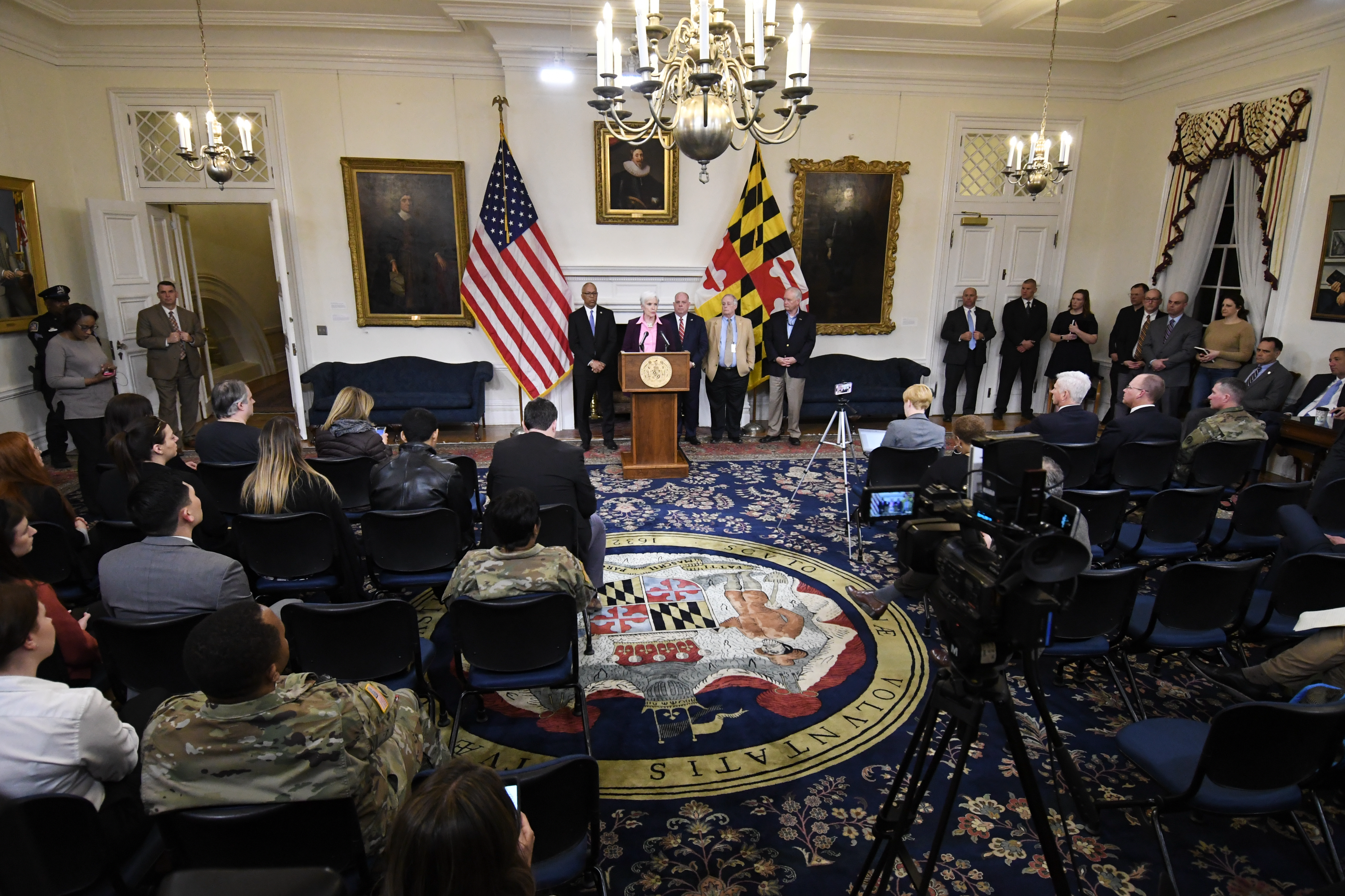
Le discours public d'un homme politique sera sûrement préparé avec l'aide de ses conseillers, de ses spécialistes d'images politiques. C'est le travail des spin doctor de bien préparer la scénographie, les vêtements, les symboles et la communication par la parole et la communication non verbale.

Un spin doctor, façonneur d'image ou doreur d'image,, est un conseiller en communication et marketing politique agissant pour le compte d'une personnalité politique, le plus souvent lors de campagnes électorales.

Dans le journal Le Monde, la journaliste et écrivaine Vanessa Schneider propose la définition suivante : 

« Ceux dont la profession est d'influencer l'opinion publique sur la personnalité et les faits et gestes d'un homme politique par des techniques de communication. »

Le terme est généralement porteur d'une connotation négative : la pratique a montré que le spin doctor n'agit pas toujours de façon morale, notamment en raison de l'usage de la technique dite du storytelling (mise en récit).

## Étymologie
Ayant comme précurseur Edward Bernays, la fonction de spin doctor est ancienne. Elle s'est formalisée depuis les années 1930, même si le mot lui-même, spin, n’a vraiment été popularisé qu’à partir de 1984 lors du débat entre Ronald Reagan et Walter Mondale.
To spin, en anglais, signifie « faire tourner » (dans le sens « donner de l'effet ») ou « filer », et dans un sens détourné « broder » (un récit).
Spin évoque également l’« effet », comme celui que l’on donne à une balle de tennis ou pour faire tourner une toupie. En imprimant une torsion aux faits ou aux informations pour les présenter sous un angle favorable, les spin doctors dirigent donc l’opinion en lui fournissant slogans, révélations et images susceptibles de l’influencer, en mettant en scène les événements qui la réorientent dans le sens souhaité. En ce sens, leurs techniques d'influence proches du marketing commercial renouvellent les techniques de propagande classiques.
La commission générale de terminologie et de néologie recommande l'emploi du terme « façonneur d'image » pour traduire cet anglicisme. Quant à la banque de données terminologiques et linguistiques du gouvernement du Canada, elle préconise le terme « doreur d’image ».
Le spin doctor, officiellement « conseiller en relations publiques », reçoit d’autres surnoms, tels que gourou, mentor, éminence grise, faiseur de présidents, doreur d'images ou docteur Folimage.[réf. nécessaire]

## Pratiques desspin doctors
La mission du spin doctor est simple et directe : elle consiste à « dire et faire dire du bien de… », à adapter le message de leur candidat aux attentes supposées de l’électorat, à « enjoliver » l’apparence de leurs clients, à les rendre séduisants et populaires. Pour ce faire, elle met au service de la communication politique une combinaison faite de techniques de narration (raconter une « belle histoire ») et de principes de la publicité ou du marketing. Le spin doctor exerce une influence considérable sur le discours, le programme et les initiatives de son client.
Par ailleurs, certains spin doctors n'hésitent pas à recourir à des stratégies indirectes et plus sournoises : méthodes de discrédit d’un concurrent, de désinformation, de production d’événements, de montage artificiel d’affaires en vue de défendre une cause ou d'en dénigrer une autre.
Aux États-Unis, c'est un personnage bien identifié. Des livres, des sites comme sourcewatch.org ou prwatch.org tiennent la chronique de leurs activités. Ils apparaissent dans des films ou des téléfilms. Dans ce pays, on compte 4,6 communicants pour un journaliste.

## Histoire
Sous le Troisième Reich, Joseph Goebbels a été le précurseur et l'initiateur d'une propagande systématique à grande échelle en faveur d'un régime totalitaire. Son action se caractérise par la justification et la promotion d'une idéologie cohérente et particulière au service d'un « Reich de mille ans ».
Pour la période contemporaine, deux professionnels célèbres ont acquis une réputation sulfureuse, liée à des affaires de fuites ou de désinformation de la presse. Il s’agit de Karl Rove, le conseiller de George W. Bush, surnommé son « baby genius », et de Alastair Campbell pour Tony Blair. Tous deux ont joué un rôle crucial dans le « marketing » de la guerre en Irak et bien sûr dans le style et le programme de leurs clients.
Internet et l'immédiateté de l'information ont réinventé ce rôle.

### Autres exemples
La campagne présidentielle américaine de 2008, à l'époque la plus chère de l’histoire,,, a mis en vedette de nouveaux spin doctors comme David Axelrod, le conseiller de Barack Obama.
En France, on peut prendre l'exemple de François Mitterrand, avec Jacques Séguéla, Jacques Attali, Jacques Pilhan et Gérard Colé ; Nicolas Sarkozy qui, lorsqu'il était président de la République, a bénéficié des services de plusieurs « doreurs d'images », notamment Thierry Saussez, Patrick Buisson ou Henri Guaino ; ou encore de Dominique Strauss-Kahn avec Stéphane Fouks.
En Russie, selon la journaliste Tania Rakhmanova, qui livre une enquête détaillée sur la question dans son livre Au cœur du pouvoir russe, les élections inespérées de Boris Eltsine, en 1996, et celle inattendue de Vladimir Poutine, en 2000, sont entièrement marquées par les méthodes des spin doctors russes ou américains.

## Dans la fiction
- Kasper Juul, dans la série danoise Borgen, une femme au pouvoir (2010-2013)[4]
- Olivia Pope, dans la série américaine Scandal (2012-2018)
- Simon Kapita, dans la série française Les Hommes de l'ombre (2012-2016)
- Aïcha, dans la BD Votez le teckel de Bourhis et Mardon (2016)
- Solène Signal, dans le roman Anéantir de Michel Houellebecq (2022)
- La série La Fièvre d'Eric Benzekri raconte le duel entre deux spin-doctors (2024).
- Vadim Baranov dans le roman de Giuliano Da Empoli "Le mage du Kremlin" (2022)

#### Article
- (en) Alasdair S. Roberts, « Spin Control and Freedom of Information : Lessons for the United Kingdom from Canada », Public Administration, vol. 83, no 1,‎ 23 mars 2005, p. 1–23 (DOI 10.1111/j.0033-3298.2005.00435.x)

### Documentaires
- Devenir Président et le rester, les secrets des gourous de l’Élysée de Cédric Tourbe et Laurent Ducastel, Yami2 production/ France 3, 70 min. Étoile de la Scam 2012 Les rôles et les techniques de Gérard Colé et de Jacques Pilhan dans les campagnes présidentielles de François Mitterrand en 1981 et 1988, puis celle de Jacques Chirac en 1995.
- L. Hermann et G. Bovon, Jeu d'influences : les stratèges de la communication, diffusé sur France 5 le 6 mai 2014